# Domingo López Torres
Domingo López Torres (Santa Cruz de Tenerife, 15 de mayo de 1907-febrero de 1937) fue un poeta y ensayista español del Surrealismo.

## Biografía
Hijo natural de Ascensión López Torres, nació el 15 de mayo de 1907 en el seno de una familia modesta trabajadora de Santa Cruz de Tenerife, con domicilio en la calle Consolación n.º 14. Pasó su infancia al cuidado de su tía Felisa. Tras cursar los estudios elementales y dejar inacabados los de secundaria, trabaja en primer lugar como orfebre y, más tarde, en una compañía consignataria de buques. Desarrolló tempranamente una formación autodidacta, así como un convencido compromiso marxista, evidente en publicaciones como La Tarde. En 1935 comenzó a regentar una librería, denominada Estanco nº 5, situada en la Plaza de la República, en la que, junto a sus compañeros generacionales, pasaría muchos ratos debatiendo sobre arte y literatura. A excepción de algunas breves estancias en otras islas del archipiélago como La Gomera o Gran Canaria, toda su vida transcurrirá en su isla natal.

### Presidio y ejecución
Al comienzo de la Guerra civil española resulta detenido por sus ideas y vinculación política y llevado a la Prisión de Fyffes. En febrero de 1937 es trasladado desde Fyffes en un barco prisión hasta la bahía del puerto de Santa Cruz de Tenerife, donde fue arrojado al mar enfundado en un saco junto a otros prisioneros,"lo que supone uno de los desenlaces vitales más crueles en el seno de los intelectuales canarios del siglo XX".

## Trayectoria literaria

### Las revistasHespéridesyCartones
El registro de su obra literaria se remonta al n.º 28 de 1926 del semanario ilustrado Hespérides, con la aparición del poema Tus ojos glaucos; en el equipo editorial de la revista encuentra a diversas figuras consagradas del ámbito literario insular como Luis Rodríguez Figueroa, Rafael Peña León, Ildefonso Maffiotte, Benito Pérez Armas, Isaac Viera y Viera, Manuel Verdugo Bartlett y Domingo Cabrera Cruz, además de algunos jóvenes creadores de su generación como Eduardo Westerdahl, Pedro García Cabrera, Domingo Pérez Minik, Emeterio Gutiérrez Albelo, Francisco Borges o Juan Ismael. En 1927 coincide durante el servicio militar con el pintor Óscar Domínguez, con quien se instruye sobre el movimiento emergente del surrealismo en París. Publica en La Prensa, El Progreso, Altavoz o El Socialista, al tiempo que milita como afiliado en el Partido Socialista Obrero Español. A finales de los años veinte se involucra en el colectivo vinculado al Círculo de Bellas Artes de Tenerife, Pajaritas de Papel, «sociedad "anónima y limitada" que rendía culto a todo lo creativo o artístico que vulnerara los criterios y las formas académicas». En 1930, junto con los autores canarios Pedro García Cabrera, Rodríguez Doreste, Julio Antonio de la Rosa, José Antonio Rojas y Juan Ismael, funda Cartones, una revista con contenido ideológico, político y claras tendencias vanguardistas; esta revista «en la que Julio Antonio jugó un destacado papel junto a José Antonio Rojas, pretendía universalizar la insularidad, convirtiéndose en una vía creativa y crítica de escape de los vestigios regionalistas». Ambas iniciativas, Pajaritas de Papel y Cartones, quedarían truncadas en 1930 a raíz del fallecimiento de los integrantes Julio Antonio de la Rosa y José Antonio Rojas en un accidente sufrido junto con el propio López Torres durante el manejo de una barca, en la bahía del puerto capitalino; López Torres resultaría ileso. El escritor, así como el resto de componentes de Pajaritas de Papel llevarán a la imprenta la selección poética de Julio Antonio de la Rosa, Tratado de las tardes nuevas de 1931, como homenaje póstumo a sus compañeros desaparecidos.

#### Diario de un sol de verano
En el estío de 1929 redacta López Torres el poemario Diario de un sol de verano, texto que, con la excepción de dos poemas previos de Cartones, permanecerá inédito hasta 1987. Pese a tratarse de un libro inacabado, «se advierte en él una sintonización con el espíritu de la época; un espíritu que, procedente del purismo juanramoniano, desemboca en el neopopularismo de algunos poetas llamados "del 27"».

### Gaceta de Arte
En 1931 Domingo López Torres se incorpora junto a Eduardo Westerdahl, Domingo Pérez Minik, Pedro García Cabrera, Óscar Pestana y Francisco Aguilar a la Sección de Literatura del Círculo de Bellas Artes. Como consecuencia de las actividades de la Sección durante el año anterior, surge en 1932 Gaceta de Arte, «una de las mejores revistas artísticas y culturales de la época, crisol de casi todos los lenguajes de la modernidad de comienzos de siglo, desde la abstracción constructiva y la arquitectura racionalista, al realismo mágico, el realismo social y el surrealismo». A Gaceta de Arte se deberá la aparición de los textos arte social: george grosz, arte social: erwin piscator, la poesía española contemporánea; gerardo diego: antología 1915 - 1931 (editorial signo), picasso: cubismo, surrealismo y revolución o el poema de la langosta, torero, pasión y muerte, picasso, psicogeología del surrealismo, aureola y estigma del surrealismo, hans arp, el pintor social hans tombrock, lo real y lo superreal en la pintura de salvador dalí, índice de publicaciones surrealistas en 1934, o aquella enorme plaga. En 1933 Gaceta de Arte anuncia la publicación del libro de López Torres Surrealismo, que no alcanza a imprimirse; textos como ¿Qué es el surrealismo?, Un film de René Clair o El psicoanálisis y la vida moderna, pertenecientes a la sección del diario La Prensa «Expresión de G.A.» habrían de engrosar este volumen incompleto. 
Hacia el año 1934 el escritor se encuentra preparando una monografía sobre el pintor alemán Hans Tombrock para una publicación paralela a la revista. En 1935 cuando abre su librería-estanco, ésta se convierte en un sitio de referencia para la élite literaria canaria y las tendencias de izquierdas de la época; las reuniones del grupo de Gaceta de Arte se celebrarían allí a partir de entonces. En mayo del mismo año participa junto con el equipo de Gaceta y una comitiva del grupo surrealista francés formada por André Breton, Benjamín Péret y la esposa del primero, Jacqueline Lamba, en la muestra Exposición Surrealista, celebrada entre los días 11 y 21 en el Ateneo de Santa Cruz de Tenerife que preside el también miembro de la gaceta y escritor Agustín Espinosa. Durante el transcurso del evento, que expondrá al público obras variadas de Picasso, Joan Miró, Salvador Dalí, Max Ernst, Alberto Giacometti, René Magritte, Hans Arp, Man Ray, Yves Tanguy, Victor Brauner, Dora Maar, Marcel Jean, Hans Bellmer o Marcel Duchamp, es redactado un Manifiesto Surrealista, que firman Breton, Péret, Agustín Espinosa, García Cabrera, Eduardo Westerdahl, Domingo Pérez Minik y el propio López Torres. El poeta entrevista en estos días a André Breton, quien incluye a su vez el resultado de la redacción en su obra Position politique du surréalisme. En este mismo año López Torres impulsa como director el personal proyecto de la revista Índice, de la cual al menos un primer número habría sido distribuido entre el público. Una Entrevista de Índice a André Breton se dispondría por entonces para la segunda tirada de esta publicación; el texto resultará sin embargo incluido en el libro del escritor francés Position politique du surréalisme. La Memoria 2017 de Tenerife Espacio de las Artes (TEA) da cuenta del descubrimiento de un segundo número de Índice, correspondiente al mes de abril de 1935, procedente de una colección particular de Barcelona; el ejemplar es incorporado al fondo documental de la entidad.

#### Lo imprevisto
Durante su estancia en la Prisión de Fyffes, López Torres elaboraría el libro-objeto Lo imprevisto, un poemario caligrafiado e ilustrado por su amigo y compañero de encierro Luis Ortíz Rosales. El texto saldrá finalmente a la luz con su primera edición, en 1981.

## Obra